# Jokioinen
Jokioinen [ˈjɔkiɔi̯nɛn] (schwed. Jockis) ist eine Gemeinde im Süden Finnlands mit 4990 Einwohnern (Stand 31. Dezember 2022). 

## Lage
Die Gemeinde liegt in der Landschaft Kanta-Häme neun Kilometer westlich der Stadt Forssa. Die übrigen Nachbargemeinden von Jokioinen sind Tammela, Somero, Ypäjä und Humppila.
Das von Fluss Loimijoki durchflossene Gemeindegebiet von Jokioinen besteht jeweils etwa zur Hälfte aus Wäldern und landwirtschaftlichen Nutzflächen. Außer dem Gemeindezentrum gehören zu Jokioinen die Dörfer Haapaniemi, Jänhijoki, Kiipu, Lammi, Latovainio, Minkiö, Minkiön asema, Niemi, Ojainen, Pellilä, Rehtijärvi, Saari und Vaulammi.

## Klima
Jokioinen befindet sich in der kaltgemäßigten Klimazone (Köppen: Dfc). Im langjährigen Mittel beträgt die durchschnittliche Jahrestemperatur 4,34 °C, die durchschnittlichen Monatstemperaturen liegen im Jahresverlauf zwischen −6,44 °C und 16,19 °C.

## Geschichte
Die Geschichte von Jokioinen ist eng mit der des 1562 gegründeten Gutshofes gleichen Namens verknüpft. Die Gutsherren errichteten in Jokioinen im 18. und 19. Jahrhundert Manufakturen und machten die Gemeinde zu einem der wichtigsten industriellen Zentren der Region. Das heutige Hauptgebäude entstand zwischen 1794 und 1802, das dreistöckige Getreidespeicher mit dem markanten Glockenturm im Jahr 1810.
Die Kirche von Jokioinen wurde 1631 erbaut und gehört zu den ältesten Holzkirchen des Landes. 
1898 wurde die Schmalspurbahn Humppila–Forssa eröffnet. Von der Gesellschaft Jokioisten Museorautatie wird eine 14 km lange Museumsbahn von historischen Zügen befahren wird.

## Persönlichkeiten
- Karl Fazer (1866–1932), Unternehmer (Fazer), starb in Jokioinen
- Miina Sillanpää (1866–1952), sozialdemokratische Politikerin, in Jokioinen geboren
- Anneli Saaristo (* 1949), Sängerin, in Jokioinen geboren

## Quellen

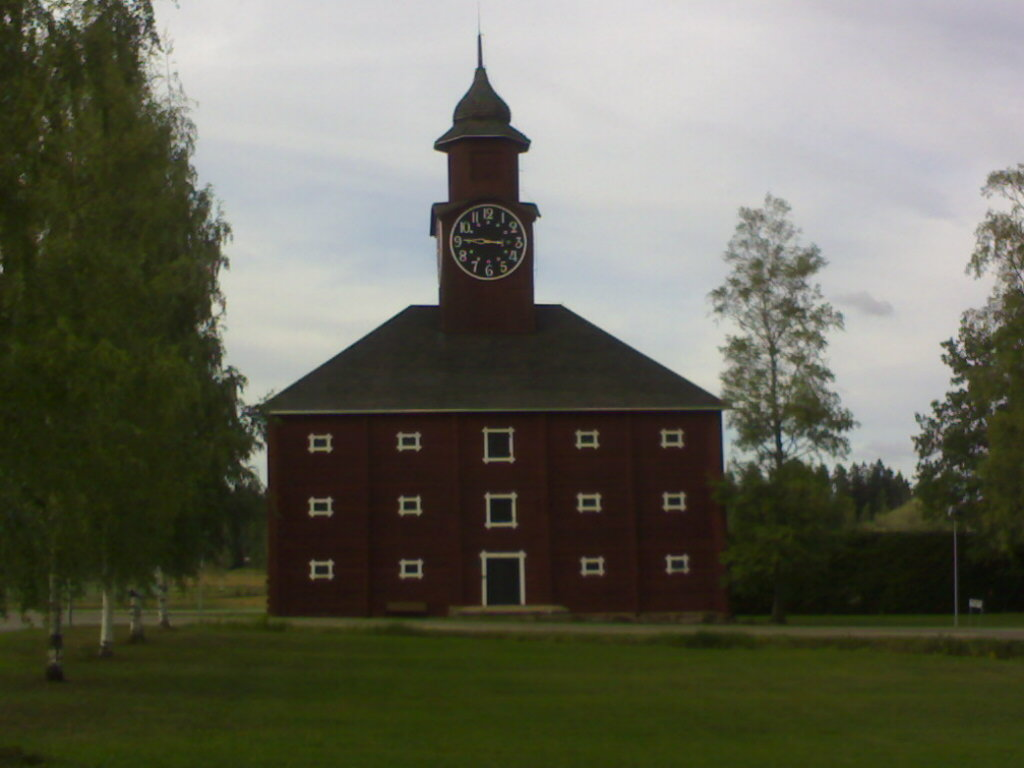
Getreidespeicher des Gutshofs Jokioinen